# Valószínűség-eloszlások listája
A valószínűség-eloszlások listája áttekintést ad az eloszlások fajtáiról.
A valószínűségszámítás elméletében a valószínűség-eloszlás egy függvény, mely leírja, hogy egy valószínűségi változó milyen valószínűséggel vehet fel egy bizonyos értéket.
Eloszlásfüggvénye minden valószínűségi változónak létezik.
Számos valószínűség-eloszlás ismert, melyeket az elméletben és a gyakorlatban is használnak.
A következő felsorolás az ismertebb és használatban lévő valószínűség-eloszlásokat tartalmazza.

## Diszkrét eloszlások
A diszkrét eloszlású valószínűségi változó csak diszkrét, definiált értékeket vehet fel.

### Véges tartományú diszkrét eloszlások
- Bernoulli-eloszlás
- Rademacher-eloszlás
- Binomiális eloszlás
- Béta-binomiális eloszlás
- Degenerált eloszlás
- Diszkrét egyenletes eloszlás
- Hipergeometrikus eloszlás
- Poisson-féle binomiális eloszlás
- Fisher-féle nemcentrális hipergeometrikus eloszlás
- Wallenius-féle nemcentrális hipergeometrikus eloszlás

### Végtelen tartományú diszkrét eloszlások
- Béta-negatív binomiális eloszlás
- Boltzmann-eloszlás
  - Speciális esetei:
    - Gibbs-eloszlás
    - Maxwell–Boltzmann-eloszlás
    - Bose–Einstein-eloszlás
    - Fermi–Dirac-eloszlás
- Kiterjesztett negatív binomiális eloszlás
- Geometriai eloszlás
- Logaritmikus eloszlás
- Negatív binomiális eloszlás
- Parabolikus fraktáleloszlás
- Poisson-eloszlás
  - Conway–Maxwell–Poisson-eloszlás
- Skellam-eloszlás
- Yule–Simon-eloszlás
- Zéta-eloszlás
- Zipf-eloszlás
- Zipf–Mandelbrot-törvény

## Folytonos eloszlások
A folytonos eloszlású valószínűségi változó végtelen sok értéket vehet fel.

### Zárt intervallumú folytonos eloszlások
- Árkuszszinusz-eloszlás
- Logit-normális eloszlás
- Dirac-delta
- Folytonos egyenletes eloszlás
  - Derékszögű eloszlás
- Irwin–Hall-eloszlás
- Kent-eloszlás
- Kumaraswamy-eloszlás
- Emelt koszinusz-eloszlás
- Háromszögeloszlás
- Csonkolt normális eloszlás
- U-négyzetes eloszlás
- von Mises-eloszlás
- von Mises–Fisher-eloszlás
- Wigner-féle félkörös eloszlás

### Félig végtelen intervallumú folytonos eloszlások [0,∞)
- Invertált bétaeloszlás
- Khí-eloszlás
  - Nem centrális khí-eloszlás
- Khí-négyzet eloszlás
  - Inverz khí-négyzet eloszlás
  - Nem centrális khí-négyzet eloszlás
  - Skálázott khí-négyzet eloszlás
- Dagum-eloszlás
- Exponenciális eloszlás
- F-eloszlás
  - Nem centrális F-eloszlás
- Fisher-féle z-eloszlás
- Féloldalas normális eloszlás
- Fréchet-eloszlás
- Gamma-eloszlás
  - Erlang-eloszlás
  - Inverz Gamma-eloszlás
- Fél-normális eloszlás
- Hotelling-féle T-négyzet eloszlás
- Inverz Gauss-eloszlás
- Lévy-eloszlás
- log-Cauchy-eloszlás
- log-Laplace-eloszlás
- log-logisztikai eloszlás
- log-normális eloszlás
- Mittag–Leffler-eloszlás
- Pareto-eloszlás
- III. típusú Pearson-eloszlás
- Rayleigh-eloszlás
- Kevert Rayleigh-eloszlás
- II. típusú Gumbel-eloszlás
- Weibull-eloszlás

### A teljes valós tartományra érvényes eloszlások
- Chernoff-eloszlás
- Fisher–Tippett-eloszlás
  - Általánosított logisztikai eloszlás
- Általánosított normális eloszlás
- Geometriai stabil eloszlás
- Holtsmark-eloszlás
- Hiperbolikus eloszlás
- Hiperbolikus metsző típusú eloszlás
- Landau-eloszlás
- Laplace-eloszlás
- Stabil eloszlás
- Airy-eloszlás
- Normális eloszlás (más néven Gauss-eloszlás)
- Normális exponenciális gammaeloszlás
- IV. típusú Pearson-eloszlás
- Ferde normális eloszlás
- T-eloszlás
  - Nem centrális T-eloszlás
- I. típusú Gumbel-eloszlás
- Gauss-féle mínusz exponenciális eloszlás

### Váltakozó tartományhatárú eloszlások
- Általánosított szélsőérték-eloszlás
- Általánosított Pareto-eloszlás
- Tukey-féle lambdaeloszlás

### Vegyes diszkrét/folytonos eloszlások
- Egyenirányított Gauss-eloszlás

## Két vagy több valószínűségi változó ugyanazon térben
- Dirichlet-eloszlás
- Ewens-eloszlás
- Balding–Nichols-eloszlás
- Multinomiális eloszlás
- Többváltozós normális eloszlás
- Negatív multinomiális eloszlás

## Mátrixtípusú eloszlások
- Wishart-eloszlás
- Inverz Wishart-eloszlás
- Mátrixos (többdimenziós) normális eloszlás
- Mátrixos (többdimenziós) T-eloszlás

## Nem numerikus eloszlások
- Kategorikus eloszlás

## Vegyes eloszlások
- Cantor-eloszlás
- Fázistípusú eloszlás
- Csonkított eloszlás
- Kevert eloszlás